# Strassburger Klavierbuch
Das Strassburger Klavierbuch. Zeitgenössische Hausmusik für Klavier zu vier Händen ist ein auf Anregung der Arbeitsgemeinschaft für Hausmusik in der Reichsmusikkammer anlässlich des Hausmusiktages 1943 geschaffener Sammelband mit Werken für Klavier zu vier Händen. Im Mittelpunkt des  Hausmusiktages 1943 stand die Stadt Straßburg. Die in dem 1944 in der Edition Peters erschienenen Band enthaltenen Werke sind Originalbeiträge. Enthalten sind Werke der deutschen Komponisten Cesar Bresgen, Harald Genzmer, Gerhard Frommel, Hans Brehme, Hermann Schroeder, Heinrich Spitta, Leo Justinus Kauffmann, Hans Lang, Ernst Lothar von Knorr, Walter Girnatis, Julius Weismann und Karl Höller.

## Inhalt
1. Bresgen, Cesar: Kuckuckssuite
2. Genzmer, Harald: Langsamer Satz aus der Sonate D-dur
3. Frommel, Gerhard: Impromptu
4. Brehme, Hans: Gavotte
5. Schroeder, Hermann: Rondino capriccioso
6. Spitta, Heinrich: Feierlicher Tanz[3]
7. Kauffmann, Leo Justinius: Bagatelle
8. Lang, Hans: Kleines Maienkonzert—Musik über alte Frühlingslieder
9. Knorr, Ernst-Lothar von: Introduktion und Allegro
10. Girnatis, Walter: Kleine Suite
11. Weismann, Julius: Rondo aus der Sonatine op. 142
12. Karl Höller: Kleine Sonate, Werk 32/I

## Bibliographische Angaben
- Strassburger Klavierbuch. Zeitgenössische Hausmusik für Klavier zu vier Händen. Edition Peters Nr. 4532 (EP 11530)
- Das Strassburger Klavierbuch im Katalog der Deutschen Nationalbibliothek: DNB 1003649076